# Хистон (футбольный клуб)
«Хи́стон» (англ. Histon)— английский футбольный клуб из двойной деревни Хистон и Импингтон в пяти километрах к северу от Кембриджа, Кембриджшир. Образован в 1904 году. Домашние матчи проводит на стадионе «Бридж Роуд». В настоящий момент выступает в Северной конференции, шестом по значимости футбольном турнире Англии.

## История

### 1904—2007
Клуб был основан в 1904 году под названием Histon Institute и долгое время выступал в Кембриджширской Лиге, на дне английской футбольной пирамиды. Крупнейший работодатель Импингтона того времени — пищевая компания Chivers (ныне Premier Foods) подарила клубу поле, которое раньше засеивалось розами, тем самым запечатлев этот цветок на клубной эмблеме. В 1960 году клуб избавился от названия Institute и перешел в Дельфийскую Лигу, которая после расформирования через три года стала называться Афинской Лигой, а затем пробился в Лигу Восточных Графств, где они выступали на протяжении следующих почти 25 лет. В сезоне 1994/95 клуб покинул высший дивизион этой лиги, однако вернулся уже спустя три года. В сезоне 1999/00 команда под руководством бывшего игрока «Кембридж Юнайтед» Стива Фаллона стала чемпионом и вышла в Восточный Дивизион Южной Лиги. В сезонах 2000/01 и 2001/02 «Хистон» финишировал четвёртым, а в сезоне 2002/03 и вовсе занял десятое место, однако это пошло клубу только на пользу — в 2004 году «Стьютс» стали вторыми и завоевали путевку в высший дивизион, а спустя год вновь стали чемпионами и вышли в Южную Конференцию, добившись такого успеха впервые в своей истории. В первом же своем сезоне на новом уровне команда заняла пятое место и пробилась в плей-офф, обыграв в полуфинале «Фарнборо Таун», но в финале уступив «Сент-Олбанс Сити». 14 апреля 2007 года «Стьютс» в домашнем матче одолели «Уэллинг Юнайтед» и досрочно обеспечили себе первое место и выход в Национальную Конференцию, таким образом пройдя четыре дивизиона за семь лет. Этот сезон также стал знаменит тем, что, совершив хет-трик в матче против «Хавант энд Уотерлувилля» нападающий Нил Кеннеди забил свой трехсотый мяч в цветах кембриджширцев, установив абсолютный рекорд клуба.

### 2007 — настоящее время

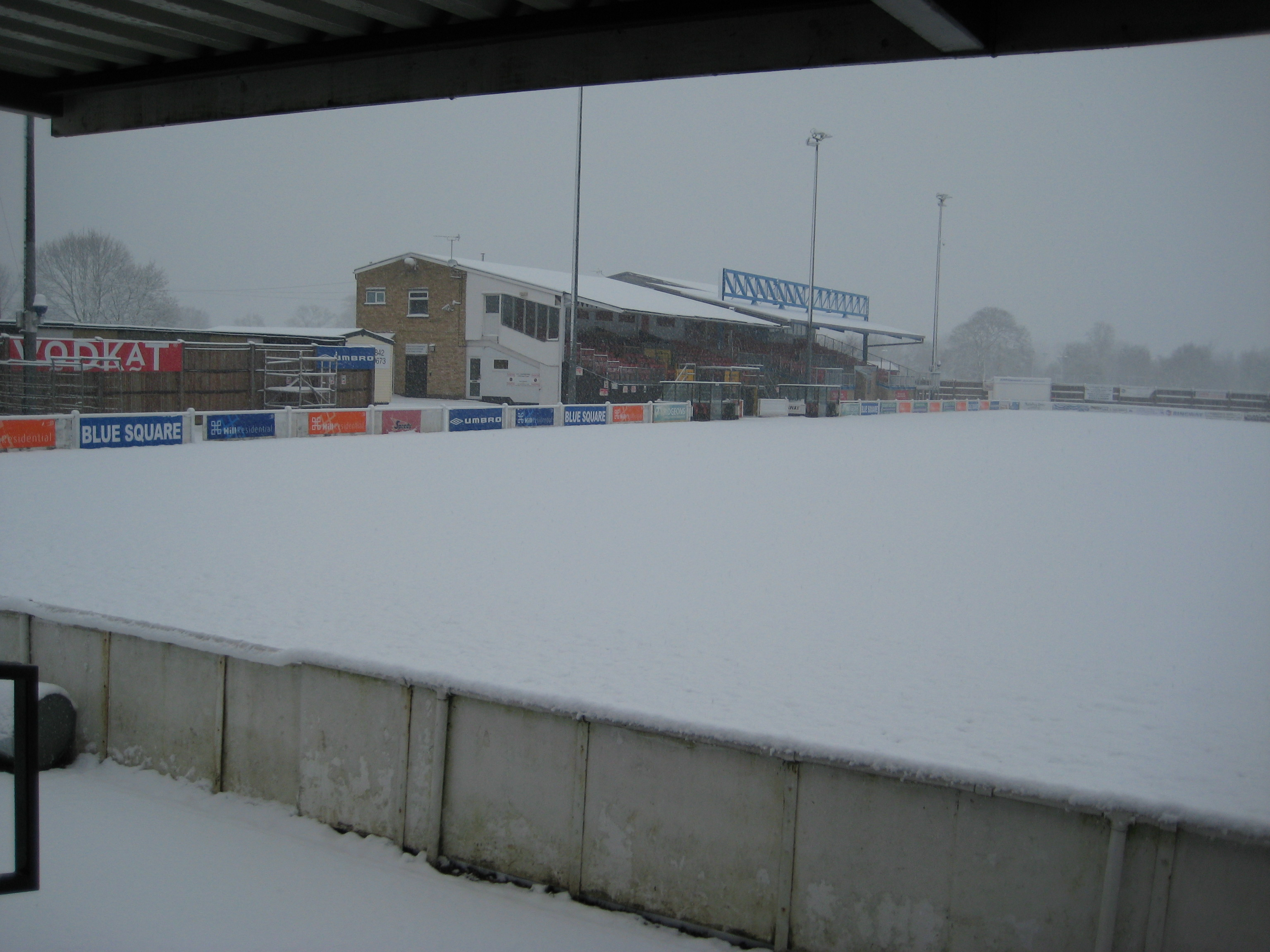
«Бридж Роуд» зимой

В первом сезоне на новом уровне «Стьютс» сыграли и свой первый матч, показанный в прямом эфире, одержав домашнюю победу над «Оксфорд Юнайтед» со счетом 1-0. В этом же сезоне клуб установил рекорд посещаемости-дерби против «Кембридж Юнайтед» 1 января 2008 года, в котором «Хистон» победил со счетом 1-0, собрало на трибунах 3721 зрителя. Команда финишировала седьмой, всего в 9 очках от зоны плей-офф. Второй сезон также оказался удачным для «Стьютс»: в ноябре команда шла на первом месте и в итоге завершила сезон на третьей позиции, однако в плей-офф была выбита «Торки Юнайтед». В этом же сезоне «Хистон» достиг самого главного успеха в своей истории, когда, обыграв сначала «Суиндон Таун», а затем и легендарный «Лидс Юнайтед», достиг третьего раунда Кубка Англии, где уступил представлявшему тогда Чемпионшип «Суонси Сити» со счетом 1-2. Это достижение дало клубу неофициальное право называть себя «самой успешной деревенской командой в недавней английской футбольной истории» (the most successful village team in recent English football history). Несмотря на это, следующий сезон оказался чуть ли не провальным — после увольнения Стива Фаллона «Стьютс» финишировали восемнадцатыми, всего в трех очках от зоны вылета, а в сезоне 2010/11 команда, одержав всего 8 побед в 46 матчах, и вовсе заняла последнее место, досрочно покинув лигу. Вопреки ожиданиям болельщиков, команда была переведена не в Южную, а в Северную Конференцию и в последующих двух сезонах была близка к вылету, финишировав сначала на 17, а затем на 20 месте.

## Стадион

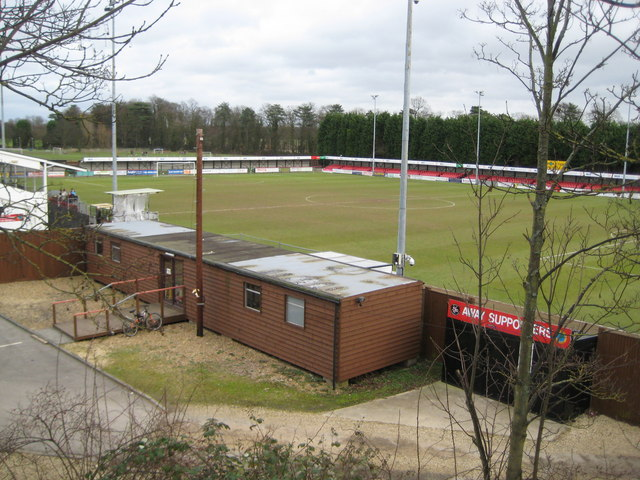
«Бридж Роуд»

Свои домашние матчи «Хистон» проводит на стадионе «Бридж Роуд», официальное название которого «Глассуорлд Стейдиум» по причинам спонсорского контракта. В 2003 году стадион вмещал всего 500 человек, имея всего лишь одну трибуну на 350 мест, однако в 2007 году Футбольная Ассоциация Кембриджшира объявила о постройке новой трибуны вместимостью в 500 зрителей, названной в честь Ассоциации. В январе 2008 года стадион прошел инспекцию Футбольной Лиги, которая присвоила ему высшую оценку для стадионов нон-лиги и допустила возможность проведения на нём матчей Лиги Два. В марте 2008 года была построена крытая терраса за воротами и напротив главной трибуны были установлены сиденья — таким образом количество сидячих мест достигло 1700, а общая вместимость превысила 4300 зрителей. Рекордом посещаемости стадиона является 4103 зрителя, посетившие игру «Хистона» против «Лидс Юнайтед», пришедшие посмотреть игру несмотря на дождь (кроме 4103 зрителей, также несколько десятков человек наблюдали за матчем за пределами стадиона с соседствующих возвышенностей).